# Dendrocincla anabatina
Trepa-troncos-sépia ou arapaçu-de-asa-ruiva (Dendrocincla anabatina) é uma espécie de ave da subfamília Dendrocolaptinae.
Pode ser encontrada nos seguintes países: Belize, Costa Rica, Guatemala, Honduras, México, Nicarágua e Panamá.
Os seus habitats naturais são: florestas subtropicais ou tropicais húmidas de baixa altitude.